# Ala I Flavia Gaetulorum

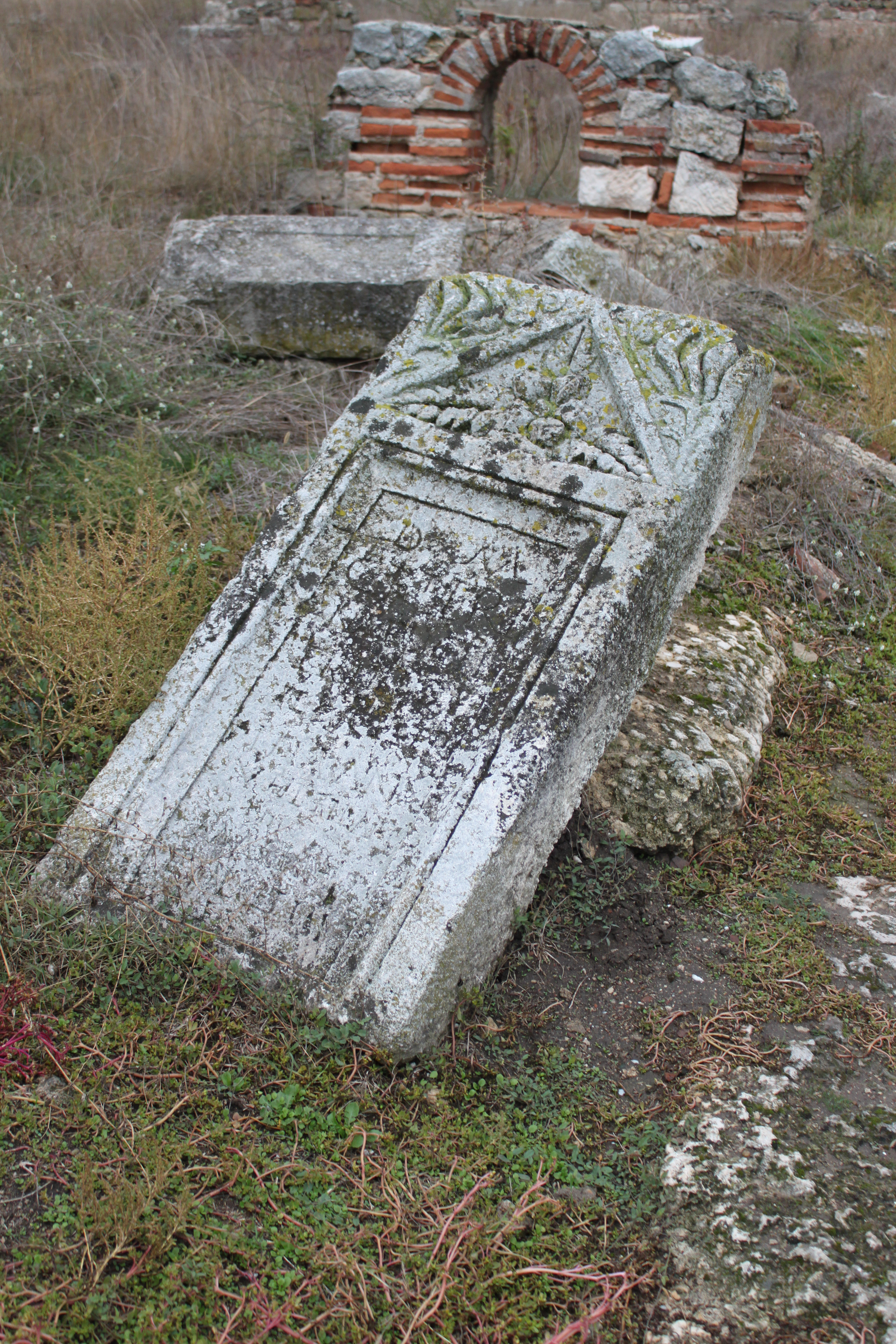
Der Grabstein des Magius Verus

Die Ala I Flavia Gaetulorum (deutsch 1. Ala die Flavische der Gaetuler) war eine römische Auxiliareinheit. Sie ist durch Militärdiplome und Inschriften belegt.

## Namensbestandteile
- Ala: Die Ala war eine Reitereinheit der Auxiliartruppen in der römischen Armee.

- I: Die römische Zahl steht für die Ordnungszahl die erste (lateinisch prima). Daher wird der Name dieser Militäreinheit als Ala prima .. ausgesprochen.

- Flavia: die Flavische. Die Ehrenbezeichnung bezieht sich auf die flavischen Kaiser Vespasian, Titus oder Domitian. Die Einheit wurde vermutlich als Ala Gaetulorum aufgestellt und erhielt den Namenszusatz Flavia erst später als Auszeichnung unter einem der flavischen Kaiser.[1]

- Gaetulorum: der Gaetuler. Die Soldaten der Ala wurden bei Aufstellung der Einheit aus den verschiedenen Stämmen der Gaetuler rekrutiert.

Da es keine Hinweise auf den Namenszusatz milliaria (1000 Mann) gibt, war die Einheit eine Ala quingenaria. Die Sollstärke der Ala lag bei 480 Mann, bestehend aus 16 Turmae mit jeweils 30 Reitern.

## Geschichte
Die Ala war in den Provinzen Moesia inferior und Pannonia inferior stationiert. Sie ist auf Militärdiplomen für die Jahre 92 bis 152/153 n. Chr. aufgeführt.
Der erste Nachweis der Einheit in der Provinz Moesia inferior beruht auf einem Diplom, das auf 92 datiert ist. In dem Diplom wird die Ala als Teil der Truppen (siehe Römische Streitkräfte in Moesia) aufgeführt, die in der Provinz stationiert waren. Weitere Diplome, die auf 97 bis 152/153 datiert sind, belegen die Einheit in derselben Provinz.
Möglicherweise nahm die Ala an den Dakerkriegen Trajans teil. Durch die Diplome von 114 ist belegt, dass sich die Einheit in diesem Jahr sowohl in Moesia inferior als auch in Pannonia inferior aufgehalten hat. Aus dem Diplom von 152/153 geht hervor, dass eine Vexillation der Ala vorübergehend nach Mauretania Caesariensis verlegt worden war, um an der Niederschlagung eines Aufstandes teilzunehmen.
Der letzte Nachweis der Ala beruht auf einer Inschrift, die auf 215 datiert ist.

## Standorte
Standorte der Ala waren möglicherweise:
- Albertfalva (Budapest) in Pannonia inferior
- Boroșneu Mare in Dacia inferior: eine Inschrift[7] wurde hier gefunden.[8]
- Carsium (Hârșova) in Moesia inferior: Ziegel[9] mit dem Stempel AL FL wurden hier gefunden.[8]

## Angehörige der Ala
Folgende Angehörige der Ala sind bekannt:

### Kommandeure
| - [] Betuus Cilo: er wird auf dem Diplom von 120 als Kommandeur genannt. - L(ucius) Flavius S(a)ecularis, ein Präfekt (CIL 6, 3520); Er war auch Präfekt der Cohors I Civium Romanorum. - Marcus Ulpius Attianus: er wird auf dem Diplom von 125 und auf einem Diplom von 127 (RMD 4, 241) als Kommandeur genannt. - Ποπλ. Αιλ. Αμμωνιος, ein επαρχος (IGRR I 623) - Q(uintus) Naevius []: er wird auf dem Diplom von 107 als Kommandeur genannt. | - Quintus Planius Sardus Truttedius Pius: er wird auf dem Diplom von 97 und auf zwei Diplomen von 99 (Dacia-2006-99, ZPE-180-295) als Kommandeur genannt. - Sex(tus) Attius Senecio, ein Präfekt (CIL 6, 3505) - [] Αντ. Κλ. Αλφ. Αριγνοτος (T. Antonius Claudius Alfenus Arignotus), ein επαρχος. Er war auch χειλιαρχος der Cohors I Cilicum. (CIG 3497) |

### Sonstige
| - [?], ein Veteran (CIL 3, 7557) - []lus, ein Reiter: das Diplom von 125 wurde für ihn ausgestellt. - Bithus: ein Diplom von 99 (ZPE-180-295) wurde für ihn ausgestellt. - C(aius) Annius []: das Diplom von 107 wurde für ihn ausgestellt. - Cl(audius) Marcianus, ein Reiter (AE 1998, 1618) - Dolazenus: ein Diplom von 99 (Dacia-2006-99) wurde für ihn ausgestellt. | - Lucius Satur[]: das Diplom von 97 wurde für ihn ausgestellt. - Magius Ver(us), ein Reiter (AE 1961, 00318a) - Stephanus, ein Decurio (AE 1998, 1618) - T(itus) Aelius Mucatral(is), ein Veteran (AE 1998, 1148) - Veladatus, ein Reiter: ein Diplom von 127 (RMD 4, 241) wurde für ihn ausgestellt. |

## Weitere Alae mit der BezeichnungAla Gaetulorum
Es gab noch eine weitere Ala mit dieser Bezeichnung, die Ala Veterana Gaetulorum. Sie ist durch Militärdiplome von 86 bis 142 belegt und war in den Provinzen Iudaea und Arabia stationiert.